# Leigh Ann Fetter
Leigh Ann Fetter, nach Heirat Leigh Ann Witt (* 23. Mai 1969 in Louisville, Kentucky), ist eine ehemalige Schwimmerin aus den Vereinigten Staaten. Sie gewann eine Silbermedaille bei Weltmeisterschaften.

## Sportliche Karriere
Bei den Olympischen Spielen 1988 in Seoul wurde erstmals ein Wettbewerb über 50 Meter Freistil ausgetragen. Hinter Kristin Otto aus der DDR und Yang Wenyi aus der Volksrepublik China schlugen mit Katrin Meißner aus der DDR und Jill Sterkel aus den Vereinigten Staaten zwei Schwimmerinnen zeitgleich an und erhielten beide eine Bronzemedaille. 0,07 Sekunden hinter den beiden wurden Leigh Ann Fetter Fünfte.
1989 bei den Pan Pacific Championships in Tokio wurde Fetter über 50 Meter Freistil Dritte mit einer Hundertstelsekunde Rückstand auf die zweitplatzierte Yang Wenyi. Mit der 4-mal-100-Meter-Lagenstaffel erschwamm Fetter die Goldmedaille.
1991 bei den Weltmeisterschaften in Perth gewann die Chinesin Zhuang Yong den Wettbewerb über 50 Meter Freistil. 0,03 Sekunden dahinter wurden Fetter und die Französin Catherine Plewinski zeitgleich Zweite, 0,37 Sekunden vor den Viertplatzierten.
Leigh Ann Fetter graduierte 1991 an der University of Texas at Austin. Sie gewann vier Titel der National Collegiate Athletic Association (NCAA) über 50 Meter Freistil. Mit den Texas Longhorns, der Mannschaft ihrer Universität, gewann sie dreimal den Mannschaftsmeistertitel der NCAA. Sie wurde später Trainerin an einer High School in Nebraska.